# Alice (wokalistka)

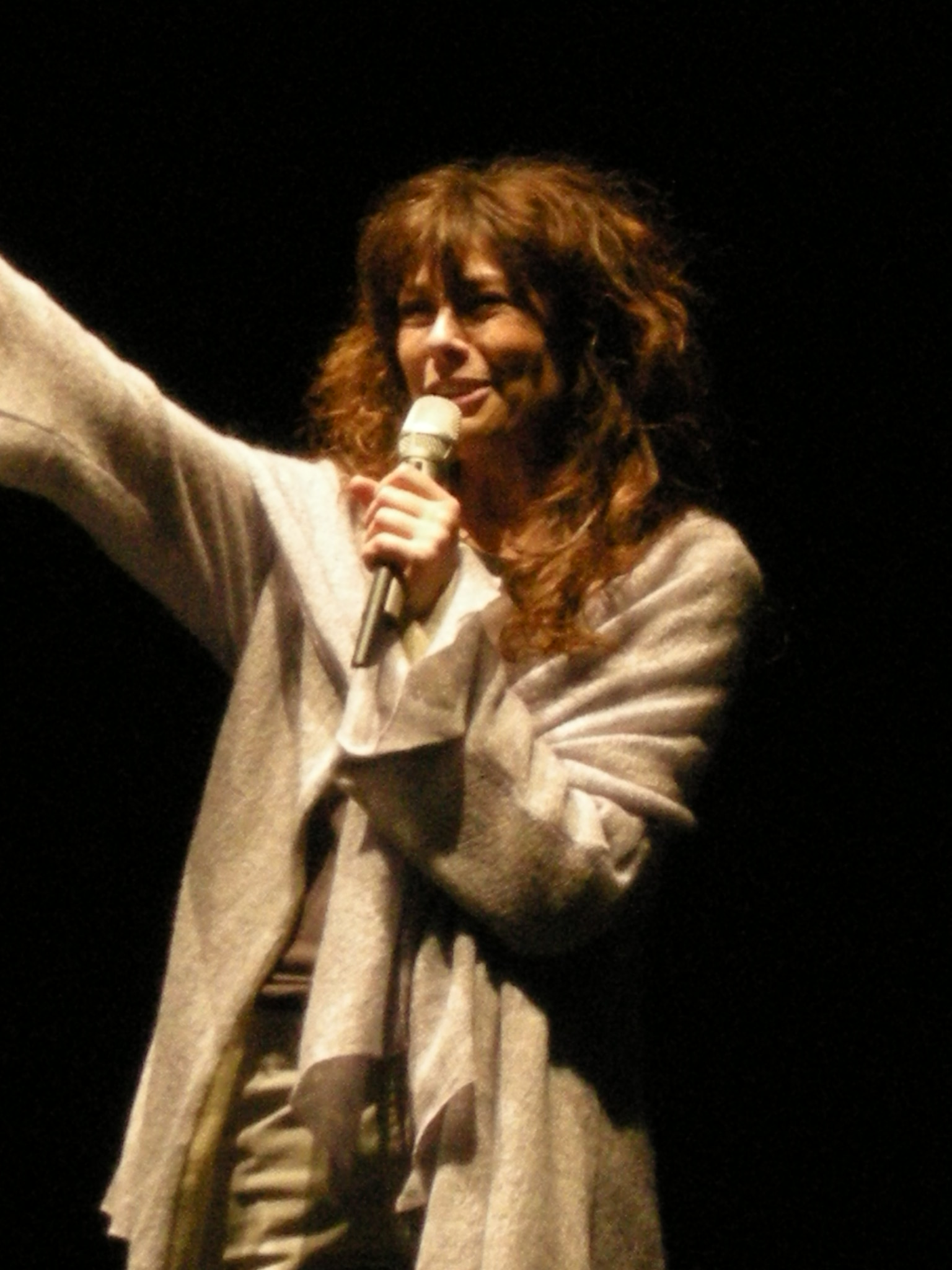
Alice (2009)

Alice, także Alice Visconti, właśc. Carla Bissi (ur. 26 września 1954 w Forlì) – włoska piosenkarka, kompozytorka muzyki pop i pianistka.

## Kariera
Karierę artystyczną rozpoczęła w 1971 roku, od 1980 występuje pod pseudonimem Alice. Przełomowym wydarzeniem w jej karierze było zwycięstwo na Festiwalu Piosenki Włoskiej w San Remo w 1981 roku piosenką „Per Elisa”. W tym samym roku nagrała również swój największy przebój „Una notte speciale.” W 1984 roku w duecie z Franco Battiato reprezentowała Włochy podczas 29. Konkursu Piosenki Eurowizji, zajmując 5. miejsce z piosenką „I treni di Tozeur”.

## Dyskografia

### Single wydane jako Carla Bissi
- 1972 "Il mio cuore se ne va" / "Un giorno nuovo"
- 1972 "La festa mia" / "Fai tutto tu" (1972)
- 1973 "Il giorno dopo" / "Vivere un po' morire un po'"

### Albumy wydane jako Alice Visconti
- 1975 La mia poca grande età
- 1978 Cosa resta... Un fiore

### Albumy wydane jako Alice
- 1980 Capo Nord
- 1981 Alice (w niektórych krajach Per Elisa)
- 1982 Azimut
- 1983 Falsi allarmi
- 1985 Gioielli rubati
- 1986 Park Hotel
- 1987 Elisir
- 1988 Mélodie passagère
- 1989 Il sole nella pioggia
- 1992 Mezzogiorno sulle Alpi
- 1995 Charade
- 1995 Exit
- 1999 God Is My DJ
- 2000 Personal Jukebox
- 2003 Viaggio in Italia
- 2009 Lungo la Strada Live